# Кохун, Итель
Итель Кохун (англ. Ithell Colquhoun, полное имя Margaret Ithell Colquhoun; 9 октября 1906, Шиллонг, Индия — 11 апреля 1988, Ламорна, Великобритания) — британская оккультистка, сюрреалистическая художница, писательница, поэт и драматург. Выпускница лондонской Школы изящных искусств Слейда.
Она была практикующим магом. Она считала все эти мероприятия тесно связанными друг с другом, представляя различные аспекты её поиски, чтобы понять природу. Большую часть своей взрослой жизни она жила и работала в Корнуолле, увлечённая чувством связанности с пейзажем и с местными мифами и традициями.

## Биография
Родилась 9 октября 1906 года в индийском городе Шиллонге. Дочь чиновника.

### Образование
В 1919 году поступила в женский колледж в Челтнеме, где обучалась с сентября 1919 по июль 1925 года. Продолжила обучение с 1925 года в Челтнемской школе изящных искусств. Написала и поставила одноактную пьесу «Птица Гермеса», исполнив в ней одну из ролей. В 1927 году начала заниматься в Школе изящных искусств Слейда в Лондоне.

### Деятельность
В 1928 году Итель вступила в общество «Искатели».
В 1929 году на летнем конкурсе самостоятельных работ разделила с несколькими другими студентками Школы Слейда первое место (за работу «Юдифь с головой Олоферна»).
В 1931 году впервые посетила Париж и познакомилась с творчеством Сальвадора Дали и других художников-сюрреалистов.
В 1929—1937 годах выступала в роли фотомодели, позировала фотографу Ману Рэю.
В 1936 году провела первые индивидуальные выставки своих работ (в Челтнеме и Лондоне). Выставлялись в основном полотна с изображениями растений, написанные в стиле, который сама художница называла «магическим реализмом» и в котором чувствуется заметное влияние Дали. В этом же году завершила работу над фресками в больнице Марш-дистрикт в Мортоне (Глостершир) и посетила Международную выставку сюрреалистов в лондонской галерее «Нью-Берлингтон».
В 1939 году Итель Кохун провела совместную выставку с Роландом Пенроузом в лондонской галерее «Мэйор». Также в этом году снова посетила Париж и встретилась с Андре Бретоном. Впервые испытала на практике метод автоматического рисования (к тому времени, по всей вероятности, она уже была знакома с опытами У. Б. Йейтса в области автоматического письма). Также познакомилась с Роберто Матта, Гордоном Онслоу-Фордом и другими художниками-сюрреалистами.
В 1940 году, на пике своей художественной карьеры, была исключена из лондонской группы сюрреалистов вместе с несколькими другими художниками, отказавшимися подчиниться ряду требований, которые предъявлял глава объединения, Э. Л. Т. Мизенс (не принадлежать ни к каким буржуазным организациям, не состоять в тайных обществах, не участвовать в коллективных выставках, вдохновляемых буржуазным духом в искусстве, не входить в состав редакционной коллегии каких бы то ни было публикаций, чуждых сюрреализму, и т. д.). Итель выступила против всех предъявленных требований. В дальнейшем она работала как независимая художница в Лондоне и Корнуолле. (Источник — Эрик Рэтклифф.)
В 1943 году вышла замуж за Тони дель Ренцо, итальянца родом из России, поэта, художника и общественного деятеля. Развелись они в 1947 году.
В 1946 году выполнила первую свою коммерческую работу — обложку для журнала «Айдеал Хоум» (июньский номер). В следующем году провела две индивидуальных выставки в лондонской галерее «Мэйор». На одной выставлялись графические работы, на другой — живописные.
В 1949 году арендовала для работы студию «Пещера обета» в Ламорна-вэлли (Корнуолл). В следующем году разработала макет обложки для журнала «Эйдос», посвященного живописи, скульптуре и дизайну (вышло всего три номера, после чего журнал прекратил своё существование).
В 1952 году вступила в O.T.O. Кеннета Гранта, приняла магический девиз «Splendidior Vitro» (лат. «Светлее хрусталя», образ заимствован из «Од» Горация, III, XIII, 1). В 1955 году была принята в ложу Ну-Исида.
В 1959 году Кохун переехала в Стоун-Кросс-коттедж в городке Пол близ Пензанса (Корнуолл).
В 1962 году стала подписывать свои работы монограммой, произведенной от магического девиза. В 1965 году приняла титул «Почетной Дамы Ордена Кельтского Креста» и сан диаконессы «Древней кельтской церкви».
В 1964 году художница начала использовать эмалевые краски для создания «судорожных пейзажей». Под влиянием Курта Швиттерса начала работать в технике мерц-рисунка, включая в коллажи случайно найденные предметы. В 1967 году побывала в Египте и написала книгу «Голубой Анубис» (не опубликована).
В 1972 году провела выставку-ретроспективу в эксетерской Галерее искусств. В 1976 году провела крупную выставку-ретроспективу (90 работ) в галерее «Ньюлин Орион» в Пензансе. В 1978 году провела выставку своих картин с изображениями карт Таро. Прошла посвящение в «Братстве Исиды» и приняла сан жрицы Исиды.
В 1960—1975 годах Итель Кохун состояла в основанном Тамарой Буркун по образцу ордена Золотой Зари «Ордене Феникса» и его внутреннем ордене «Сфинкс и Пирамида». В 1975—1978 годах состояла в капитуле Царственного Свода сомасонской ложи «Троезаконие» № 5. Также была прикреплена к ложе «Тирский Мастер» № 1 Древнего и Принятого устава и к «Ложе Паломничества» (обе размещались в Лондоне по адресу Майда-Вэйл, 104).
Погибла при пожаре в собственном доме 11 апреля 1988 года.

## Художественные работы
Анатомия дерева, 1942 (масло на деревянной панели), / Sherwin коллекции, Лидс, Великобритания / Библиотека искусства Бриджмена.